# Inkerinpuisto
Le parc d'Ingrie (finnois : Inkerinpuisto) est un parc du quartier Keskusta de Vaasa en Finlande.

## Présentation
Le parc d'Ingrie présente des plantation plantes à fleurs vivaces, avec une toile de fond créée par des conifères et des arbres à feuilles caduques. 
Le parc a aussi de nombreuses plantes à floraison printanière.
Avec le parc, il y a une aire de jeux publique clôturée pour les enfants.